# Raphaël Guerreiro (Fußballspieler, 1968)
Raphaël Guerreiro (* 24. April 1968 in Montreuil) ist ein ehemaliger französischer Fußballspieler.

## Karriere
Als Leistungsträger der Reservemannschaft rückte Guerreiro 1986 in die erste Mannschaft der AJ Auxerre auf. Nachdem er zunächst nicht zum Einsatz gekommen war, wurde er nach einiger Zeit an der Seite von Daniel Dutuel zum Leistungsträger in der ersten Liga. In der Saison 1989/90 wurde er zudem erstmals im internationalen Wettbewerb eingesetzt. Dem folgte in der Europapokalsaison 1992/93 ein Höhepunkt seiner Karriere, als Guerreiro es mit Auxerre bis ins Halbfinale schaffte, wo das Team erst im Elfmeterschießen an Borussia Dortmund scheiterte. Bereits in der folgenden Saison erreichte der Klub das nationale Pokalfinale, das mit 3:0 gewonnen wurde und Guerreiro den ersten Titel seiner Karriere einbrachte. Weil dieser in der nächsten Saison von Sabri Lamouchi weitgehend verdrängt wurde, entschied er sich 1995 für einen Wechsel zum SM Caen. Guerreiro, der zuvor ausschließlich in der ersten Liga gespielt hatte, kam dort erstmals in der zweiten Liga zum Einsatz und konnte mit der Mannschaft um den Nationalspieler Pascal Vahirua 1996 den Aufstieg in die erste Liga feiern. Seine Rückkehr in die erste Liga war aber auf eine einzige Saison bis zum Wiederabstieg 1997 beschränkt. Da in der darauffolgenden Saison der Wiederaufstieg nicht gelang, verließ Guerreiro Caen und unterschrieb 1998 beim ebenfalls zweitklassigen Verein LB Châteauroux. Er gehörte dort zu den Leistungsträgern, konnte mit dem Team jedoch nicht aufsteigen und wechselte 2000 zum Drittligisten RC Besançon. Mit Auslaufen seines Vertrags im Jahr 2001 beendete er 33-jährig seine Karriere. Nach dem Ende seiner aktiven Laufbahn arbeitete er als Jugendtrainer für Auxerre.